# Pavel Bugalo
Pavel Bugalo (Oezbeeks: Павел Бугало, Russisch: Павел Викторович Бугало Pavel Boegalo) (Tsjirtsjik, 21 augustus 1974) is een Oezbeeks voetbaldoelman. In 1996 en 1997 werd hij Oezbeeks voetballer van het jaar.  

## Biografie
Bugalo begon zijn carrière bij een club uit zijn thuisstad, en maakte al snel de overstap naar Pachtakor Tasjkent, de grootste Oezbeekse club. Hiermee won hij twee keer de landstitel en twee keer de beker. In 2000 ging hij naar het Russische Alanija Vladikavkaz, maar zat daar meestal op de bank. Met Jenïs Astana won hij in 2002 de Kazachse beker. Na nog enkele jaren Kazachstan ging hij voor Bunjodkor Tasjkent spelen en werd hier ook kampioen mee in 2008 en won dat jaar ook de beker. Nadat hij twee jaar voor stadsrivaal Lokomotiv Tasjkent speelde keerde hij in 2017 terug naar Bunjodkor. 
Hij speelde ook 40 wedstrijden met het nationale elftal.